# Seznam kitajskih kardinalov
Seznam kitajskih kardinalov.

## C
- Stephen Chow Sau-Yan (Štefan Čov Sav-Jan) (Hong Kong)

## K
- Ignacij Kung Pinmei

## S
- Paul Šan Kuohsi

## T
- Thomas Tjen Kensin
- John Tong Hon (Hong Kong)

## W
- Janez Krstnik Vu Čengčung (Hong Kong)

## Y
- Paul Ju Pin (Hong Kong)

## Z
- Jožef Dzen Dzekjun (Hong Kong)